# ساماند سياباندوف
ساماند علييفيتش سياباندوف ((الروسية: Саманд Алиевич Сиабандов) (بالكردية: Semendê Elî Siyabendov) 20 نوفمبر 1909 - 14 نوفمبر 1989) كاتب سوفيتي وضابط عسكري وسياسي من أصل إيزيدي حصل على لقب بطل الاتحاد السوفيتي أثناء الحرب السوفيتية ضد النازية، ألمانيا.
انضم سياباندوف إلى الحزب الشيوعي للاتحاد السوفيتي عام 1931 وفي عام 1938 انتُخب نائبًا في مجلس السوفيت الأعلى جمهورية أرمينيا الاشتراكية السوفيتية. كما كان وزيرا للزراعة في جمهورية أرمينيا الاشتراكية السوفيتية. بعد الحرب العالمية الثانية انتخب في مجلس السوفيت الأعلى للاتحاد السوفيتي.

## الأوسمة والجوائز
- بطل الاتحاد السوفيتي (24 مارس 1945)
- وسام لينين (24 مارس 1945)
- وسامان للراية الحمراء (1 أغسطس 1943 و27 يوليو 1944)
- ثلاثة وسام من الحرب الوطنية (الدرجة الأولى - 19 فبراير 1945 و 6 أبريل 1985 ؛ الدرجة الثانية - 30 نوفمبر 43)
- وسام النجمة الحمراء (9 يوليو 1942)
- وسام وسام الشرف
- وسام الشجاعة (22 يناير 1942)

## الأعمال المنشورة
- Siyabend û Xecê (سيامند وخجي) - (1959)
- Jiyana Bextewar (الحياة السعيدة) - (1966)
- Ferhenga Ermenî-Kurdî (قاموس أرميني كردي) - (1959)[5]